# بال مون
بال مون (بالإنجليزية: Pale Moon)‏ هو مُتصفِّح ويب مفتوح المصدر مُسندٌ إلى غوانا [الإنجليزية]، أُنشئ كتفرع مُعدَّل مِن متصفح الويب «فيرفكس». ويُعتبر مِن النُسخ المُنتشرة بكثرة مِن فايرفكس.
على الرغم مِن أنَّ مُتصفح بال مون أُنشئ في البداية على شيفرة مصدر مُتصفح فايرفكس، إلا أن متصفح بال مون أصبح مُستقلًّا عنه؛ حيثُ تُوفَّر تحديثاته مثل أي متصفح ويب عادي، وتختلف شيفرة مصدر مُتصفح بال مون عن فايرفكس.

## مُلخص

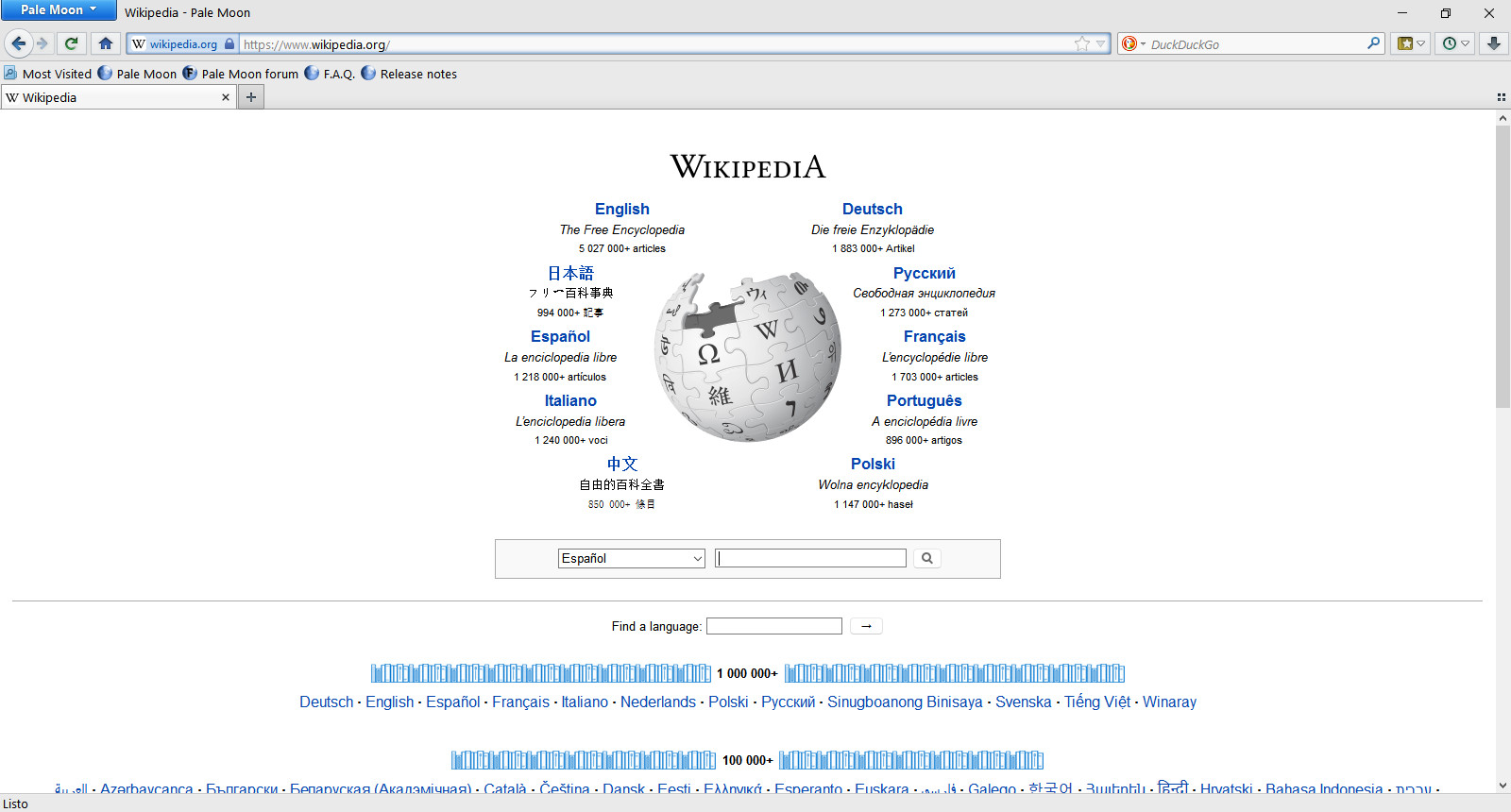
موقع بال مون

### ترخيص
يُعتبر مُتصفح بال مون مفتوح المصدر ويُوفَّر مصدره بموجب رخصة موزيلا العمومية 2.0, وعلى الرغم من كون المُتصفح مفتوح المصدر، إلَّا أنَّ عَلامتهُ التجاريَّة المضمنة محميَّة ولا يتم منح أي حقوق أو تراخيص لاسم المُتصفح أو شعاره أو العلامات التجاريَّة الرسمية كالأسماء أو العبارات المُتعلقة بالمُتصفح.

### المنصات المدعومة
يدعم النظام Windows 7 SP1 والإصدارات الأحدث، بالإضافة إلى أي توزيع حديث لنظام لينكس طالما أن المعالجات تدعم SSE2 وهناك على الأقل 1 جيجابايت من الذاكرة العشوائية (رام). كما يدعم macOS على معالجات إنتل وARM. بالإضافة إلى ذلك، يدعم فري بي إس دي أيضًا.
في السابق، كان يتم دعم Windows XP وVista، ولكن أوقف الدعم لهما في الإصدارات 25 و28 على التوالي. طُور إصدار لنظام Android في عام 2014، ولكن تم إلغاؤه من قبل المطور بسبب نقص المشاركة من المجتمع بعد عام من ذلك.

## تاريخ

### تحديث شاشة بدء المُتصفح الرئيسيَّة

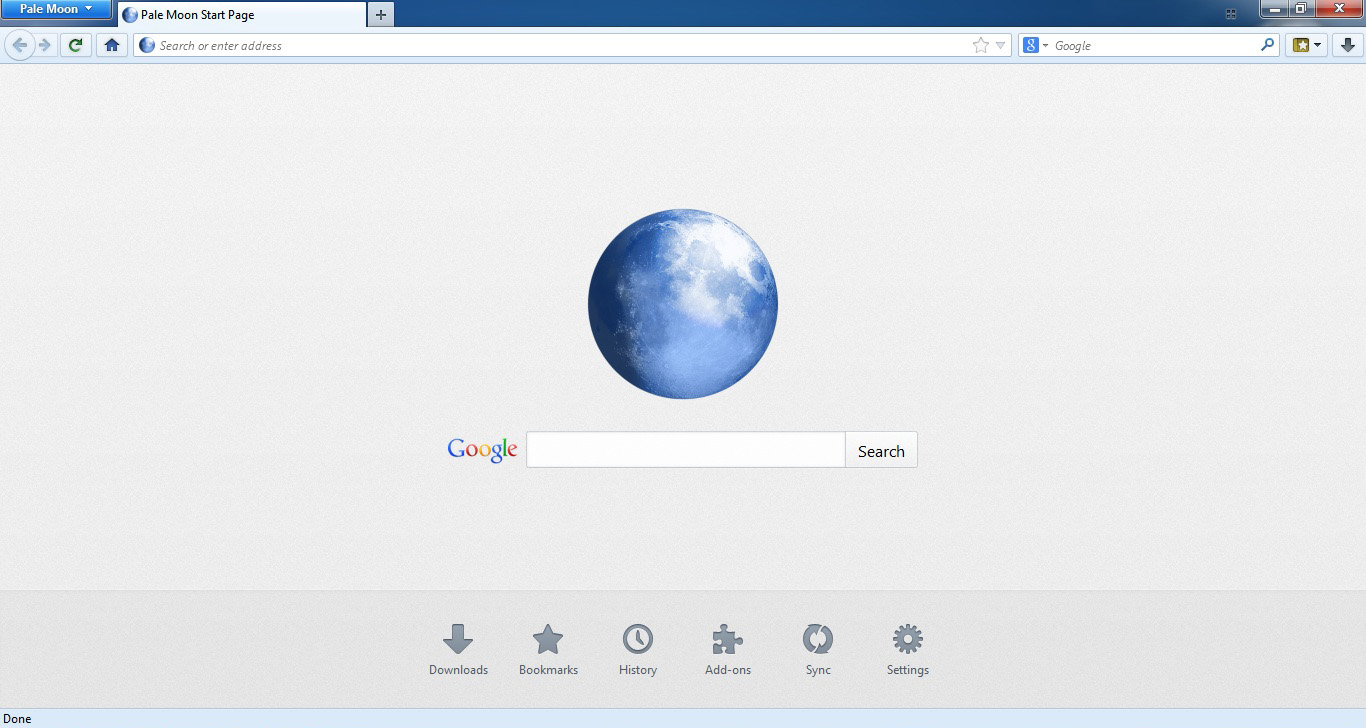
صفحة بداية مُتصفح بال مون

في 11 فبراير 2015، أَعلنت شركتيّ «Moonchild Productions» و«start.me» عن إضافة خدمة صفحة رئيسية شخصية جديدة في متصفح الويب، وقد صرَّح مارك سترافر مؤسِّس المُتصفح: «لقد أنشأت start.me صفحة بداية سريعة ومصممة بشكل جميل وتحتوي على العديد من ميزات التخصيص، مع منح المستخدمين الحاليين انتقالًا سلسًا لما استخدموه لسنوات. نحن متحمسون حقًا لهذه الشراكة، حيث نعتقد أنه سيعزز بشكل كبير تجربة التصفح لمُستخدمينا».

### تغيير مُحرِّك التصميم
اعتبارًا من إصدار 26.0 الذي كشفت عنهُ الشركة المطوِّرة للمُتصفح «Moonchild Productions»، وهو أول تحديث رئيسي للمتصفح منذ أكتوبر 2014، غُيِّر محرك التصميم إلى غوانا [الإنجليزية]، بالإضافة إلى مزيد من تعديل واجهة مستخدم المتصفح، إضافةً إلى تقديم عدد من الميزات الجديدة والتغييرات والتحسينات الأمنية.
قبل أن يتم تغيير محرك التصميم إلى «غوانا [الإنجليزية]»، كان المُتصفح يستخدم مُحرِّك التصميم «جيكو».

### حادثة اختراق البيانات
في 10 يوليو 2019 أعلن فريق تطوير بال مون أنَّ خوادم أرشيف نظام ويندوز الخاصة بهم قد اُخترقت، وقام المتسللون بإصابة جميع المثبتات المؤرشفة للمُتصفح من إصدار 27.6.2 وما أدنى منهُ بدروبر برمجيات ضارة في 27 ديسمبر 2017.
يُستخدم «خادم الأرشيف» لاستضافة الإصدارات القديمة من المتصفح، في حالة رغبة المُستخدمين بالرجوع إلى إصدارات أقدم من الإصدار المُستقر، وقد قال مطوِّر البرنامج أنَّهُ علم بالحادث في 9 يوليو 2019، وأزال على الفور خادم الأرشيف المُختَرق.

## وصلات خارجيَّة
- الموقع الرسمي